# Edison Kinetoscopic Record of a Sneeze
Edison Kinetoscopic Record of a Sneeze er en amerikansk stumfilm fra 1894 af William K.L. Dickson.